# Vilmantas Dilys
Vilmantas Dilys, né le 10 juin 1987, à Utena, en Lituanie, est un joueur lituanien de basket-ball. Il évolue aux postes d'ailier et d'ailier fort.

## Palmarès
- Ligue baltique 2005